# 倪集街道
倪集镇，是中华人民共和国山東省菏泽市曹县下辖的一个乡镇级行政单位。

## 行政区划
倪集镇下辖以下地区：
倪集村、张梅庄村、刘楼村、王堂村、余楼村、王庄村、高楼村、岗西刘村、张庄村、玉皇庙村、油坊店村、崔河村、石河村、宋炉庙村、康庄村、岳庄村、谢庄村、后赵庄村、前赵庄村、赵小井村、刘万庄村、程庄村、刘庄村、肖河村、段庄村、王吕集东村、王吕集西村、赵庙村、安庄村、刘桥村、宋堂村、张胡同村、李庄村、位庄村和潘堂村。